# Kapusta właściwa pekińska
Kapusta właściwa pekińska lub w skrócie kapusta pekińska (Brassica rapa L. subsp. pekinensis) – podgatunek kapusty właściwej z rodziny kapustowatych. Pochodzi z północnych terenów Chin i Japonii. Jest uprawiana w wielu rejonach świata o umiarkowanym klimacie.
Jako warzywo rozsławiające Chiny w świecie, kapusta pekińska doczekała się pomnika w mieście Suzhou.

## Morfologia
Roślina roczna o liściach odziomkowych, dużych, kształtu owalnego. Liść szeroki, pomarszczony i żyłkowany z brzegu falisty. Kwiaty czterokrotne. Owoc – łuszczyna z krótkim dzióbkiem.

## Zastosowanie
Liście rośliny jadalne, używane są jako warzywo.